# 모텔 캘리포니아
《모텔 캘리포니아》는 2025년 1월 10일부터 2025년 2월 15일까지 방영되었던 MBC 금토 드라마다.

## 기획 의도
시골의 모텔에서 태어나 모텔에서 자란 여자 주인공이 12년 전 도망친 고향에서 첫 사랑과 재회하며 겪는 우여곡절 첫 사랑 리모델링 로맨스 드라마

## 제작진

### 제작사
- HB엔터테인먼트

### 제작
- 문보미

### 극본
- 이서윤 : MBC 수목 드라마 《나는 달린다》(공동 집필), MBC 주말 특별 기획 드라마 《에어시티》(공동 집필), SBS 수목 드라마 《태양을 삼켜라》(공동 집필) 집필

### 연출
- 장준호 (1회 ~ 2회)
- 김형민 : MBC & Wavve 《러브 씬 넘버#》(연출) 연출
- 이재진 (3회 ~ 12회) : 영화 《트라이앵글》(연출부), MBC 주간 드라마 《심야병원》(공동 연출), MBC 일일 드라마 《오자룡이 간다》(공동 연출), MBC TV 《MBC 드라마 페스티벌 - 잠자는 숲속의 마녀》(연출), MBC 주말 특별 기획 드라마 《황금무지개》(공동 연출), MBC 일일 드라마 《소원을 말해봐》(공동 연출), MBC 주말 특별 기획 드라마 《내 딸, 금사월》(공동 연출), MBC 월화 드라마 《캐리어를 끄는 여자》(공동 연출), MBC 일일 특별 기획 드라마 《별별 며느리》(공동 연출), MBC 수목 드라마 《더 뱅커》(연출), MBC 수목 드라마 《나를 사랑한 스파이》(연출), MBC 일일 드라마 《세 번째 결혼》(공동 연출) 연출

## 등장 인물

### 주요 인물
- 이세영 : 지강희 역 (아역: 오은서) - 인테리어 디자이너, 춘필의 딸.
- 나인우 : 천연수 역 (아역: 이수호) - 대동물 수의사, 평생 한 여자만 사랑하는 첫사랑 판타지의 주인공. 순정남이자 하나읍 최고의 짐승남.
- 최민수 : 지춘필 역 - 모텔 캘리포니아 사장, 강희의 아버지.
- 김태형 : 금석경 역 - 호텔 상속자&숙박 앱 창업자, 엘리트리 호텔의 유일한 상속자이자, 유학 시절 에스더와 만든 앱으로 성공한 영앤리치.
- 최희진 : 윤난우 역 - 수의사, 연수의 대학 후배.

### 인테리어 회사 '황금박지'
- 서예화 : 박 에스더 역 - 앱 엔지니어, 석경의 친구.
- 우미화 : 황정구 역 - 황금박지 대표이사, 정치질이 난무하는 비즈니스 세계에서 실력 하나로 업계 최고 자리까지 올랐던 인테리어 업계 여전사.

### 깡패 (깡희 패밀리)
- 구자성 : 차승언 역 (아역: 김희성) - 포크레인 기사, 깡희 패밀리 넘버 원. 다섯 살 때 모텔 캘리포니아에 버려진 아이.
- 정용주 : 류한우 역 (아역: 최이준) - 깡희 패밀리 넘버 투, 축산업자.
- 이소이 : 한아름 역 (아역: 이아린) - 도서관 사서, 깡희 패밀리지만 서열은 없다. 시인을 꿈꾸는 도서관 사서.

### 하나읍 동창들
- 윤승우 : 김헌열 역 (아역: 조민준) - 금수저 건물주, 초등학교 입학식 날부터 강희를 괴롭혔던 초중고 동창.
- 마현진 : 김용수 역 (아역: 조서윤) - 철물점 사장, 라라미용실과 용수철물의 아들.
- 이소금 : 최민구 역 (아역: 여시온) - 시골경찰, 강희의 동창.
- 이랑서 : 조진아 역 - 요양보호사, 학창 시절 멋 내는 데 앞장섰던 시골 패피.
- 정현지 : 노인숙 역 - 디저트 가게 사장, 김헌열네와 우열을 다투는 땅부잣집의 고명딸.

### 하나읍 사람들
- 지수원 : 순자(수지) 역 - 연수의 어머니
- 문경민 : 류덕구 역 - 한우농장주, 한우의 아버지.
- 노윤정 : 배신자(라라) 역 - 미용실 원장, 수남의 아내. 용수의 어머니. 본명은 신자.
- 박용 : 김수남 역 - 용수철물 사장, 라라의 남편. 용수의 아버지.
- 이규호 : 미스터 권 역 - 모텔 캘리포니아 총지배인, 신중하고 과묵한 모텔 캘리포니아의 총지배인.

### 그 외 인물
- 오승아 : 오승아 역 - 모먼트 이사실 비서 겸 디자이너 (1회~2회)

### 기타 인물
- 미상 : 편의점 사장 역
- 유승일 : 농장주 역
- 김정태 : 순자(수지)의 남편 역
- 미상 : 연수 할아버지 역(†)
- 아드리아나[1] : 강희 엄마 역
- 오창석 : 연수 친아빠 역 (8회~9회)
- 미상 : 춘필의 전재산을 몽땅 훔쳐간 사기꾼 역
- 고윤 : 빅터 역 (1회, 9회)
- 선우재덕 : 목원 역 (9회~10회)

### 특별 출연
- 조상기 : 목 실장 역 (1회~2회)

## 시청률
최저 시청률과 최고 시청률은 시청률 조사회사와 지역별로 시청률에 차이가 있을 수 있습니다.
| 2025년 | 2025년   | 2025년         | 2025년       | 2025년 |
| 회차   | 방송일   | 닐슨 시청률    | 닐슨 시청률  |        |
| 회차   | 방송일   | 대한민국(전국) | 수도권(서울) |        |
| ------ | -------- | -------------- | ------------ | ------ |
| 제1회  | 1월 10일 | 4.5%           | 4.5%         |        |
| 제2회  | 1월 11일 | 3.8%           | 3.6%         |        |
| 제3회  | 1월 17일 | 5.2%           | 5.0%         |        |
| 제4회  | 1월 18일 | 3.6%           | 3.5%         |        |
| 제5회  | 1월 24일 | 4.9%           | 4.7%         |        |
| 제6회  | 1월 25일 | 3.4%           | 3.5%         |        |
| 제7회  | 1월 31일 | 6.0%           | 6.1%         |        |
| 제8회  | 2월 1일  | 3.4%           | 3.2%         |        |
| 제9회  | 2월 7일  | 4.2%           | 4.6%         |        |
| 제10회 | 2월 8일  | 3.5%           | 3.7%         |        |
| 제11회 | 2월 14일 | 3.7%           | 3.8%         |        |
| 제12회 | 2월 15일 | 5.9%           | 5.9%         |        |

## 참고 사항
- 오승아, 지수원은 MBC 일일 드라마 《두 번째 남편》, KBS 2TV 일일 드라마 《태풍의 신부》 이후 세 번째로 재회해 캐스팅 됐다.
- 오승아, 오창석은 MBC 주말 드라마 《왔다! 장보리》 이후 두 번째로 재회해 캐스팅 됐다.
- 이규호, 오창석은 tvN 금토드라마 《안투라지》 이후 두 번째로 재회해 캐스팅 됐다.
- 오창석은 KBS 2TV 일일 드라마 《피도 눈물도 없이》 이후 1년 만에 재회해 캐스팅 됐다.
- 당초 이 프로그램은 2025년 1월 3일부터 방송 예정이었으나 뉴스 특보 편성 체제로 인해 지금 거신 전화는이 2회 결방하면서 1주일 연기됐다.
- 본작은 화면 비율이 16:9를 꽉 채워서 방송된다.[3] 그래서 레터박스가 존재하지 않는다. 그리고 본방송에서는 자막을 송출하지 않았던 전작과는 달리 본작은 자막을 본방송에서도 송출한다. 그리고 지금 거신 전화는의 재방송 자막과 동일하게 새끼를 자식으로 변형하여 자막 송출한다
- 제목은 Eagles의 노래 Hotel California에서 따온 것으로 보인다.[4]
- 극 중 배경은 2023년이다.
- 동시간대 경쟁작인 나의 완벽한 비서랑 동일하게 현대자동차의 협찬을 받게 되면서 라이벌 드라마끼리 같은 차량 지원을 받게 되는 흔치 않은 상황이 나오게 되었다.

## 같이 보기
- 대한민국의 텔레비전 드라마 목록 (ㅁ)
- 2025년 대한민국의 텔레비전 드라마 목록